# Joachim Wilga
Joachim Wilga herbu Bończa (zm. przed 1810 rokiem) – marszałek konfederacji targowickiej województwa ruskiego, konsyliarz z ziemi chełmskiej, konsyliarz konfederacji generalnej koronnej, rotmistrz chorągwi 8. Brygady Kawalerii Narodowej, marszałek kowelski po 1795 roku.